# Безжична локална мрежа
Безжична локална мрежа или WLAN (на английски: wireless local area network) се използва за предаването на информация между два или повече обекта посредством определени радиочестоти чрез ефира без необходимостта на механична връзка между тях (кабел). Разстоянието между обектите може да бъде от няколко метра (дистанционното устройство на телевизора) до милиони километри (комуникация между Земята и спътник в космоса).
Връзката между преносимия компютър и интернет мрежата се осъществява посредством рутер.
За целта са регламентирани стандартите IEEE 802.11, Bluetooth и HomeRF.